# ФК Вентспилс
ФК Вентспилс (лет. Futbola klubs Ventspils) је летонски фудбалски клуб из Вентспилса. Клуб је од оснивања 1997. године освојио четири лигашке титуле и пет трофеја Купа Летоније. Клуб се тренутно такмичи у Првој лиги Летоније.

## Историја

### Настанак
ФК Вентспилс је основан 1997. спајањем два бивша клуб из Вентспилса - ФК Вента и ФК Нафта. Вента је била један од водећих клубова у Летонији током 60-их, када је једном била првак Летонске лиге и једном освајала Куп Летоније (1967). Док је ФК Нафта која је била основана 1995, у својој првој сезони освојила прво месту у Другој лиги и промоцију у Прву лигу. У својој јединој сезони тамо клуб је завршио изнад ФК Венте, а након те сезоне клубови су се спојили да би основали Вентспилс.

### ФК Вентспилс
Нова, модерна историја фудбалског клуба „Вентспилс“ је започета 1997. године. У фебруару 2007, клуб који представља град на реци Венти са 45.000 становника је прославио 10 година постојања. У тако кратком периоду Вентспилс је постао један од најјачих фудбалских клубова у Летонији. Клуб се веома брзо развио и добио репутацију озбиљног Летонског клуба, освојивши неколико трофеја.
2003. Вентспилс је освојио Куп Летоније по први пут у историји клуба, а тај успех је поновио и у наредне две године. Клуб је сада желео да се попне на следећу степеницу и освоји титулу првака Летоније, али му то није успело до 2006, иако је клуб више пута освајао друго и треће место. До главног домаћег трофеја је најзад успео да их доведе украјински тренер Роман Григорчук који је тим преузео 2005. године, а већ 2006. клуб по први пут осваја прву титулу првака државе. Исти тренер је и наредне две године доносио шампионски трофеј Вентспилсу (2007, 2008). Клуб је 2008. играо финале Купа Летоније, али је тамо поражен од Даугаве. 2009. Вентспилс није успео да дође до своје четврте титуле првака Летоније завршивши сезону на другом месту. Клуб је 2010. освојио регионалну Балтичку лигу, у којој су такмичили најбољи клубови Естоније, Литваније и Летоније.

## Вентспилс у Европи
Упркос томе што је релативно нов клуб, ФК Вентспилс има доста богату и занимљиву историју у европским такмичењима. 1999. Вентспилс је има деби у Интертото купу и у 1. колу успео је да победи норвешки клуб Волеренга Фотбол. Касније је клуб учествовао у УЕФА купу, па је омогућио навијачима да виде утакмице против неких од највећих клубова Европе као што су Штутгарт, Розенборг, Брондби, Њукасл јунајтед итд. Реми у гостима (0:0) против Њукасл јунајтеда може да се сматра највећим успехом у историји Вентспилса. Међутим, незаборавни су и мечеви против Брондбија 2004. у 2. колу квалификација УЕФА купа, када је Вентспилс успео да избаци славни дански клуб.
17. јула 2007. Вентспилс је имао деби у УЕФА Лиги шампиона. Жуто-плави су започели свој историјски пут у најпрестижнијем клупском такмичењу Европе у Велсу, где су играли против Њу Сејнтса у 1. колу квалификација. Први гол за Вентспилс у Лиги шампиона је постигао Витс Римкус, а Вентспилс је ипак изгубио са 3:2. Недељу дана касније, 25. јула, Вентспилс је на домаћем терену дошао до прве победе у Лиги шампиона (2:1) и на основу правила више голова у гостима прошао даље. У другом колу тим Романа Григорчука играо је против Ред бул Салцбурга, којег је водио италијански тренер Ђовани Трапатони, када су у укупном резултату поражени са чак 7:0. 2008. је поново учествова у квалификацијама за Лигу шампиона али је опет испао у другом колу.
У сезони 2009/10., Вентспилс је постао први клуб из Летоније који је учествовао у групној фази неког УЕФА клупског такмичења. Учешће у Европи те сезоне је почео у квалификацијама за Лигу шампиона, где је успео да стигне чак до плеј-офа, који му је аутоматски обезбеђивао место у групној фази УЕФА лига Европе 2009/10. уколико не успе да се пласира у Лигу шампиона. Вентспилс је у плеј-офу за Лигу шампиона у сусрету са Цирихом поражен у оба сусрета, тако да је такмичење наставио у групама УЕФА лига Европе, где је жребом додељен у групу Д са Спортингом, Хертом и Херенвеном, али је такмичење ипак завршио на последњем месту у групу са три ремија и три поража.

## Успеси
- Прва лига Летоније
  - Првак (6): 2006, 2007, 2008, 2011, 2013, 2014
  - Друго место (5): 2000, 2001, 2002, 2009, 2010
- Куп Летоније
  - Победник (6): 2003, 2004, 2005, 2007, 2011, 2013
  - Финалиста (2): 2008, 2015
- Балтичка лига
  - Победник (1): 2010

## Вентспилс у европским такмичењима
| Сезона  | Такмичење     | Коло        | Противник         | Дом. | Гост | Укупан рез. |
| ------- | ------------- | ----------- | ----------------- | ---- | ---- | ----------- |
| 1999    | Интертото куп | 1. коло     | Волеренга         | 2–0  | 0–1  | 2–1         |
| 1999    | Интертото куп | 2. коло     | Коџаелиспор       | 1–1  | 0–2  | 1–3         |
| 2000/01 | Куп УЕФА      | кв.         | Вашаш             | 2:1  | 1:3  | 3:4         |
| 2001/02 | Куп УЕФА      | кв.         | Хелсинки          | 0–1  | 1–2  | 1–3         |
| 2002/03 | Куп УЕФА      | кв.         | Лугано            | 3–0  | 0–1  | 3–1         |
| 2002/03 | Куп УЕФА      | 1. коло     | Штутгарт          | 1–4  | 1–4  | 2–8         |
| 2003/04 | УЕФА куп      | кв.         | Висла Плоцк       | 1–1  | 2–2  | 3–3 (пгг)   |
| 2003/04 | УЕФА куп      | 1. коло     | Розенборг         | 1–4  | 0–6  | 1–10        |
| 2004/05 | УЕФА куп      | 1. коло кв. | Б68 Тофтир        | 8–0  | 3–0  | 11–0        |
| 2004/05 | УЕФА куп      | 2. коло кв. | Брондби           | 0–0  | 1–1  | 1–1 (пгг)   |
| 2004/05 | УЕФА куп      | 1. коло     | Лех Познањ        | 1–1  | 0–1  | 1–2         |
| 2005/06 | УЕФА куп      | 1. коло кв. | Линфилд           | 1–2  | 1–0  | 2–2 (пгг)   |
| 2006/07 | УЕФА куп      | 1. коло кв. | Викингур          | 2–1  | 2–0  | 4–1         |
| 2006/07 | УЕФА куп      | 2. коло кв. | Њукасл            | 0–1  | 0–0  | 0–1         |
| 2007/08 | Лига шампиона | 1. коло кв. | Њу Сејнтс         | 2–1  | 2–3  | 4–4 (пгг)   |
| 2007/08 | Лига шампиона | 2. коло кв. | Ред бул Салцбург  | 0–3  | 0–4  | 0–7         |
| 2008/09 | Лига шампиона | 1. коло кв. | Ланели            | 4–0  | 0–1  | 4–1         |
| 2008/09 | Лига шампиона | 2. коло кв. | Бран              | 2–1  | 0–1  | 2–2 (пгг)   |
| 2009/10 | Лига шампиона | 2. коло кв. | Диденалж          | 3–0  | 3–1  | 6–1         |
| 2009/10 | Лига шампиона | 3. коло кв. | Бате Борисов      | 1–0  | 1–2  | 2–2 (пгг)   |
| 2009/10 | Лига шампиона | плеј оф     | Цирих             | 0–3  | 1–2  | 1–5         |
| 2009/10 | Лига Европе   | Група Д     | Херта Берлин      | 0–1  | 1–1  | 4. место    |
| 2009/10 | Лига Европе   | Група Д     | Херенвен          | 0–0  | 0–5  | 4. место    |
| 2009/10 | Лига Европе   | Група Д     | Спортинг Лисабон  | 1–2  | 1–1  | 4. место    |
| 2010/11 | Лига Европе   | 2. коло кв. | Тетекс            | 0–0  | 1-3  | 1-3         |
| 2011/12 | Лига Европе   | 2. коло кв. | Шахтјор Солигорск | 3–2  | 1-0  | 4-2         |
| 2011/12 | Лига Европе   | 3. коло кв. | Црвена звезда     | 1-2  | 0-7  | 1-9         |
| 2012/13 | Лига Европе   | 2. коло кв. | Молде             | 1–1  | 0-3  | 1-4         |
| 2013/14 | Лига Европе   | 1. коло кв. | Ербас             | 0–0  | 1-1  | 1-1 (пгг)   |
| 2013/14 | Лига Европе   | 2. коло кв. | Женес Еш          | 1–0  | 4-1  | 5-1         |
| 2013/14 | Лига Европе   | 3. коло кв. | Макаби Хаифа      | 0–0  | 0-3  | 0-3         |
| 2014/15 | Лига шампиона | 2. коло кв. | Малме             | 0–1  | 0–0  | 0–1         |
| 2015/16 | Лига шампиона | 2. коло кв. | Хелсинки          | 1–3  | 0–1  | 1–4         |
| 2016/17 | Лига Европе   | 1. коло кв. | Викингур Гета     | 2-0  | 2-0  | 4-0         |
| 2016/17 | Лига Европе   | 2. коло кв. | Абердин           | 0-1  | 0-3  | 0-4         |
| 2017/18 | Лига Европе   | 1. коло кв. | Валур             | 0-0  | 0-1  | 0-1         |
| 2018/19 | Лига Европе   | 1. коло кв. | Љуфтетари         | 5-0  | 3-3  | 8-3         |
| 2018/19 | Лига Европе   | 2. коло кв. | Бордо             | 0-1  | 1-2  | 1-3         |
| 2019/20 | Лига Европе   | 1. коло кв. | Теута             | 3-0  | 0-1  | 3-1         |
| 2019/20 | Лига Европе   | 2. коло кв. | Гзира             | 4-0  | 2-2  | 6-2         |
| 2019/20 | Лига Европе   | 3. коло кв. | Виторија Гимараиш | 0-3  | 0-6  | 0-9         |
| 2020/21 | Лига Европе   | 1. коло кв. | Динамо-Ауто       | 2–1  | Н/Д  | 2-1         |
| 2020/21 | Лига Европе   | 2. коло кв. | Розенборг         | 1–5  | Н/Д  | 1–5         |

## Познати бивши играчи
| - Жан-Пол Ндеки - Зураб Ментешашвили - Алесандро Замперини - Виталиј Астафјев - Каспар Горкш - Денис Качанов | - Александр Колинко - Јурис Лајизанс - Витс Римкус - Денис Романов - Игор Слесасрчук - Андрис Ванин | - Игор Цигирлаш - Уче Јеруме - Евгени Ландирев - Александар Грубер - Саша Цилиншек - Рони Ходел |

## Тренери
- Сергеј Боровски (1997—98)
- Саулиус Цеканавичиус (1998)
- Борис Синицин (1999—00)
- Саулиус Цеканавичиус (2000)
- Пол Ешворт (2001–03)
- Саулиус Ширмелис (2003—04)
- Сергејс Семјонов (2005)
- Роман Григорчук (2005–09)
- Нунцио Заветијери (2009–2010)
- Сергеј Подпалиј (2011—2012)
- Јургис Пучинскс (2012—2015)
- Пол Ешворт (2015–2017)
- Дејан Вукићевић (2018–)